# Patsch (Tyrolsko)
Patsch je obec v Rakousku ve spolkové zemi Tyrolsko v okrese Innsbruck-venkov. V obci žije přibližně 1 100 obyvatel.

## Poloha
Patsch se nachází na nízké horské terase (Mittelgebirge) při vstupu do údolí Wipptal, na úpatí hory Patscherkofel jižně od Innsbrucku. Kromě Kirchdorfu, který leží na staré solné cestě, patří k obci čtvrti Kehr, Rinnerhöfe (Pfrauns), Sillwerk, Ruggschrein, Ahren a Bahnhof. Nejvyšším bodem obce je Patscherkofel (2246 m n. m.). Ruggschrein býval celní stanicí na důležité solné cestě vedoucí z Hall in Tiroll do Matrei.
Přírodní rezervace Rosengarten je dobře přístupná po několika severojižně orientovaných stezkách a polních cestách podél terasových schodů, které začínají v Patsch nebo v Grünwalder Hof. Chráněná oblast je jednou z místních rekreačních oblastí ve spádové oblasti Innsbrucku. Zajímavostí v této oblasti je archeologické naleziště v Goldbichlu (i když již patří do městské části Innsbrucku).
Obec má rozlohu 9,7 km². Z toho 52 % tvoří lesy, 25 % orná půda, 14 % alpské louky a 2,3 % zahrady. Z celkové plochy 34 % je obydleno.

### Sousední obce
Obec sousedí s obcemi Brenner/ Brennero, Fulpmes, Grinzens, Gschnitz, Längenfeld, Mühlbachl, Ratschings/ Racines, Sankt Sigmund im Sellrain, Sellrain, Sölden, Telfes im Stubai, Trins.

## Historie
Patsch je považován za nejstarší vesnici v jižní části Mittelgebirges a mnohé názvy lokalit ukazují na předřímské nebo římské osídlení. Nejstarší doložený název se vztahuje k Pfrauns (Rinnerhöfe), který se objevuje kolem roku 1150–1157 v majetkových záznamech kláštera Dießen jako Amfrun nebo Amphrun. Patsch je poprvé zmíněn v listině z let 1142–1147 jako Pats. Název lze vysvětlit indogermánským Patia (rozsáhlá oblast). V raném středověku byla obec centrem tržního družstva a mateřské farnosti. V roce 1256 byl přifařen ke klášteru Wilten.
Výstavba Brennerské dráhy v letech 1864 až 1867 přinesla obci bohatství díky výkupu pozemků. Elektrárna Obere Sill, postavená v roce 1903 pod vedením Josefa Riehla na území Patsche a Schönbergu, byla v té době největší elektrárnou v rakousko-uherské monarchii.
Další významnou stavbou je most Europabrücke, dokončený v roce 1963, který se klene přes údolí řeky Sill.

## Znak
Blason: Ve zlatě svatý Donát v černém plášti se třemi zlatými blesky v pravé ruce a berlou v levé ruce. 
Znak byl obci udělen Zemskou vládou 13. listopadu 1979. Stará farnost Patsch, o níž je zmínka již v roce 1249, byla mateřskou farností jižní části Mittelgebirges. Je to jediné místo v Tyrolsku, kde se vyskytuje patrocinium svatého Donáta.